# 化学防護服
化学防護服（かがくぼうごふく）とは、一般的に有毒気体（いわゆる毒ガス）や病原体となるウイルス（天然痘など）といったものの付着や吸引を防ぐための、保護を目的とする特殊な被服である。

## 概要

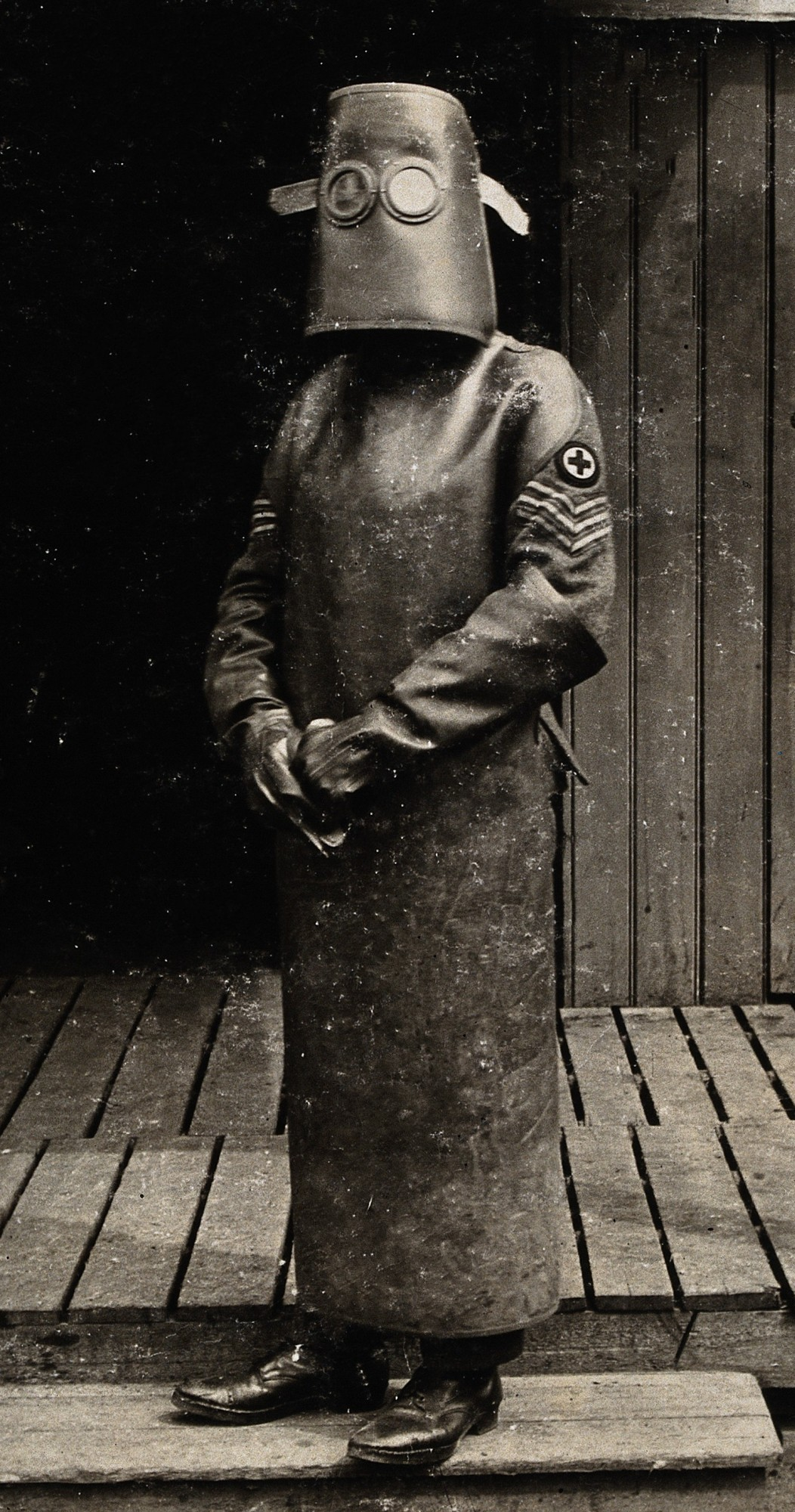
第一次世界大戦で放射線技師が着用した防護服（1918年、フランス）

これらは人体に害をなす危険な液体や気体（あるいはエアロゾル）・粉末などの固体が人体に付着したり吸引するのを防ぐために着用される。陽圧式化学防護服では、内部の圧力を外気圧より高く維持することでそれらの侵入を防いでいる。それ以外にも、浸透性の無い素材を使った非陽圧式の化学防護服では、腐食性の液体など有害物質の接触を遮断するものが存在する。簡易なものではつなぎのように手足は別の手袋などで、顔は呼吸用のマスクで覆われるものも見られる。
有毒な気体に関しては、自然発生的な火山ガス（高濃度の硫化水素など）のほか、化学兵器のようなものがあげられる。自衛隊の化学科部隊、警察のNBCテロ対応専門部隊や機動隊化学防護隊、消防の化学機動中隊や特別高度救助隊、消防救助機動部隊などの救助隊に配備されているほか、各種有害物質を扱う産業現場でも用いられている。また、「化学」とは付いているが前述の通り、危険な微生物やそれらへの感染者を扱う医療や研究分野での利用も見られる。
なおこれらの着用をした場合、この衣類の外部表面が有毒物質に曝露（さらされる）ため汚染される。これを脱ぐ際に外部に付着した汚染物質に触れてしまっては元も子もないため、脱衣の際にはシャワーを浴びるなどして除染してから脱ぐ。対応する汚染の種類によっては使い捨てにされることもあり、その場合は脱いだ衣類は汚染廃棄物として処理される。
なお、化学防護服を含む個人用防護具（PPE）には防護レベルが設定されている。その設定方法には、米国式（レベルA～D）と欧州式（タイプ1～6）がある。日本では米国式が用いられることが多い。
アメリカでは戦略備蓄物資とされているが、2019新型コロナウイルスの感染拡大の局面では、病院などで感染防止用に個人用防護具（PPE）が大量に使われたため払底状態となった。各州は独自調達に追いやられたため調達価格が暴騰、1000%の値上げとなった資材も見られた。

## 個人用防護具（PPE)

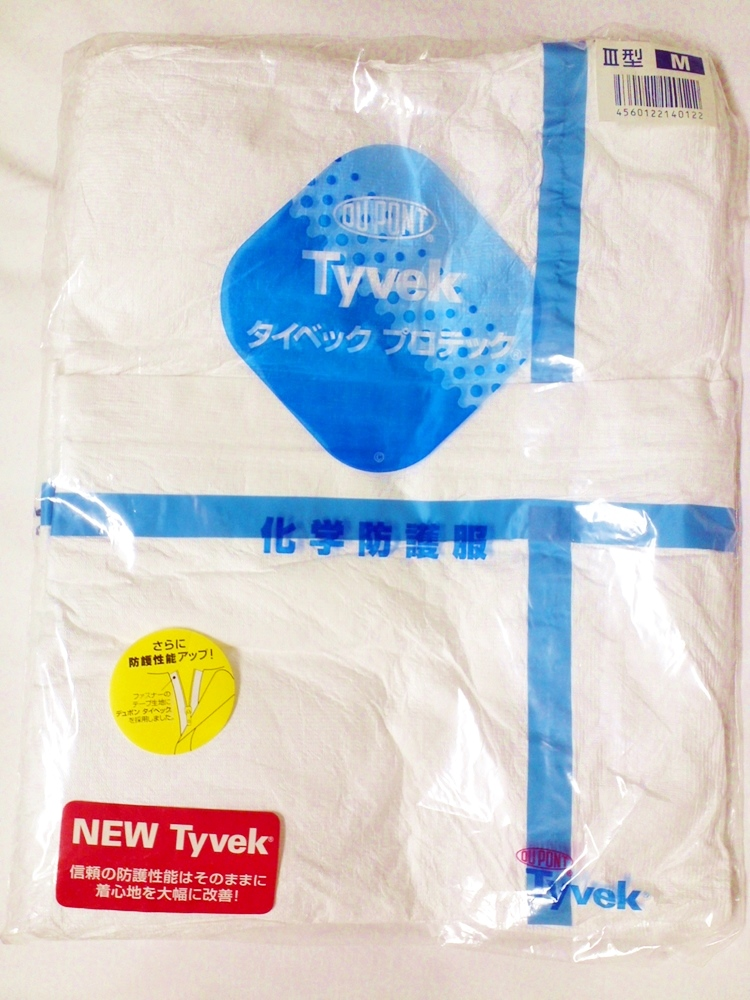
化学防護服（使い捨て式）

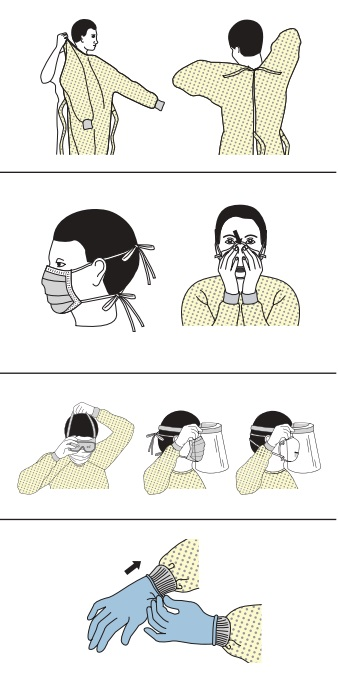
個人用防護具（personal protective equipment,PPE)
1.保護衣（ガウン、エプロン）を着る
2.マスク（N95マスク、サージカルマスク）を着用
3.ゴーグル、フェイスシールドを着用
4.手袋、グローブ
この他、帽子（キャップ）、シューカバーなど

個人用防護具（英: personal protective equipment, PPE）は、医療現場において、病原体から守るための装備。すべての防護具は、湿性生体物質（血液や体液）による汚染から医療従事者を守り、また、無菌的な処置が必要な場合、その患者や物に医療従事者が菌などを持ち込まないために着用する。
PPE着脱には、各医療機関等の条件により最適な方法があり、訓練が必要とされている。
防護衣（ガウン、エプロン、等）
米国医科器械学会（英: Association for the Advancement of Medical Instrumentation, AAMI）による液体防御性能基準が、レベル1〜4で設定されている。大量の血液や微生物汚染が想定される場合はレベル2以上のガウンの使用が勧められる。単回使用（ディスポーザブル）が望ましく、長袖で袖口の締まったものが推奨される。
手袋
経済的観点などからラテックスゴム製が使われてきたが、アレルギーに配慮するためニトリルゴム製も使用されている。プラスチック製もあるが、伸縮性が悪く装着感が悪い。ASTMインターナショナル（旧称・米国試験材料協会（英:  Society of Testing and Materials International）による ASTM規格と日本工業規格（JIS規格）により規定されている。
手袋の着用は手洗いの代用にはならない。
マスク
咳をしている人から呼吸器由来の感染性分泌物が飛散されるのを防ぐためにも使われる。サージカルマスクは直径5µmまでの粒子を除去でき、結核菌や麻疹ウイルスなど直径5µm以下の飛沫核による空気感染が懸念される感染症は、N95マスクが必要となる。
ゴーグル・フェイスシールド
湿性生体物質の飛沫が飛散する場合、曝露から結膜（眼部、鼻腔、口腔粘膜）を防護するために用いる。
キャップ、シューカバー

## 防護レベル（米国式）
レベルA
呼吸具としては供給式のもの（自給式呼吸器（SCBA）または送気マスク（SAR））を使用する。スーツの被覆範囲は呼吸具を含めた全身となる。
レベルB
呼吸具としては供給式のもの（SCBAまたはSAR）を使用する。ただし、呼吸具はスーツから露出していても良い。
レベルC
呼吸具としては、供給式以外のガスマスク（濾過式など）を使用する。酸素欠乏環境には適さない。
レベルD
化学物質から保護しないため、化学物質と接触する可能性がない状況でのみ使用できる。耐薬品性の履き物とつなぎの服で、ほとんどの消防士出動時の装備はレベルDと見なされる。

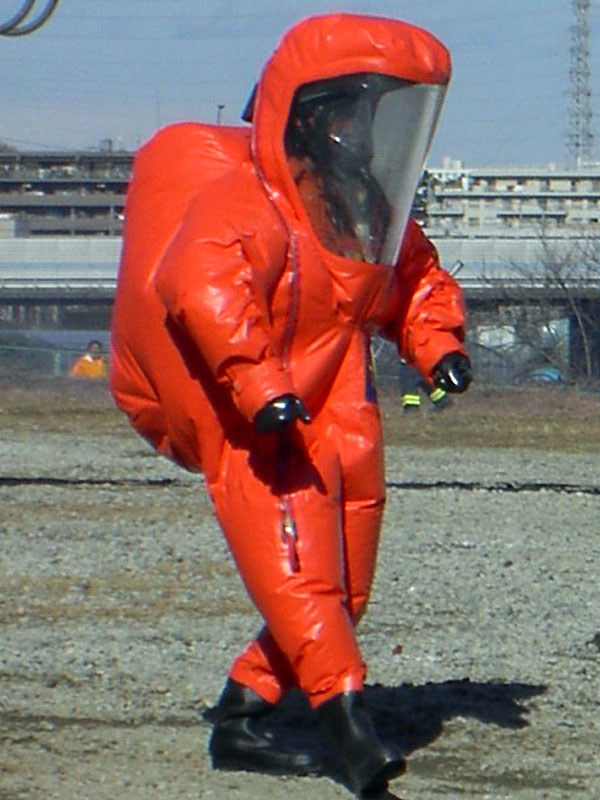
レベルA（横浜市消防局）
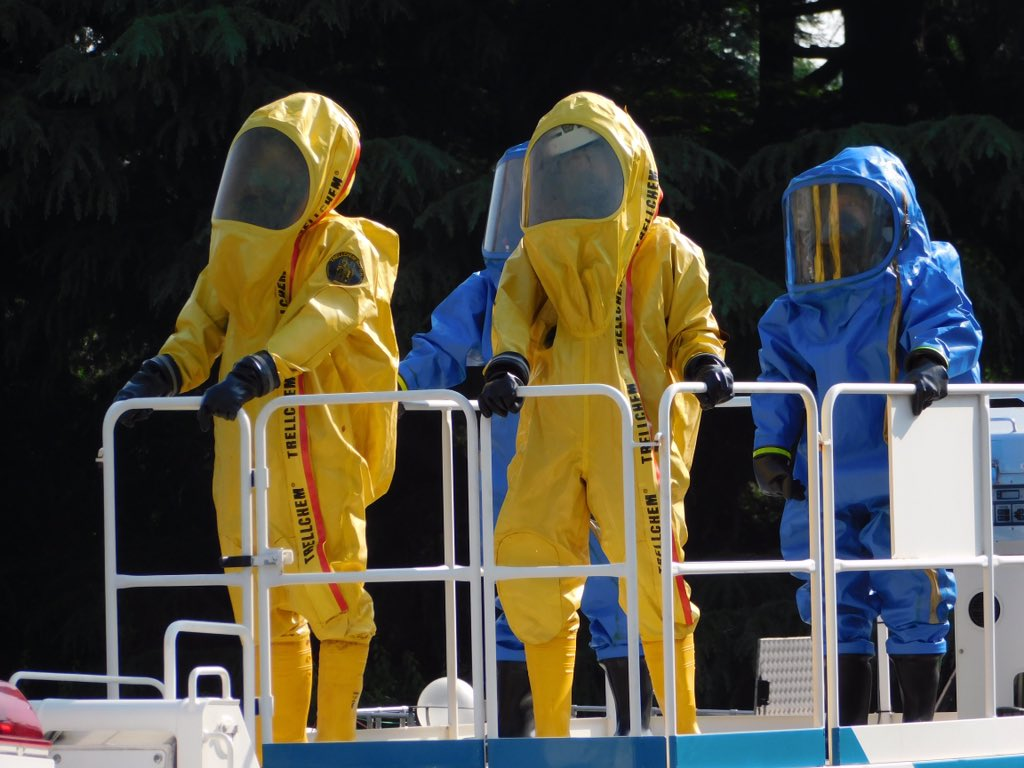
レベルA（警視庁機動隊）
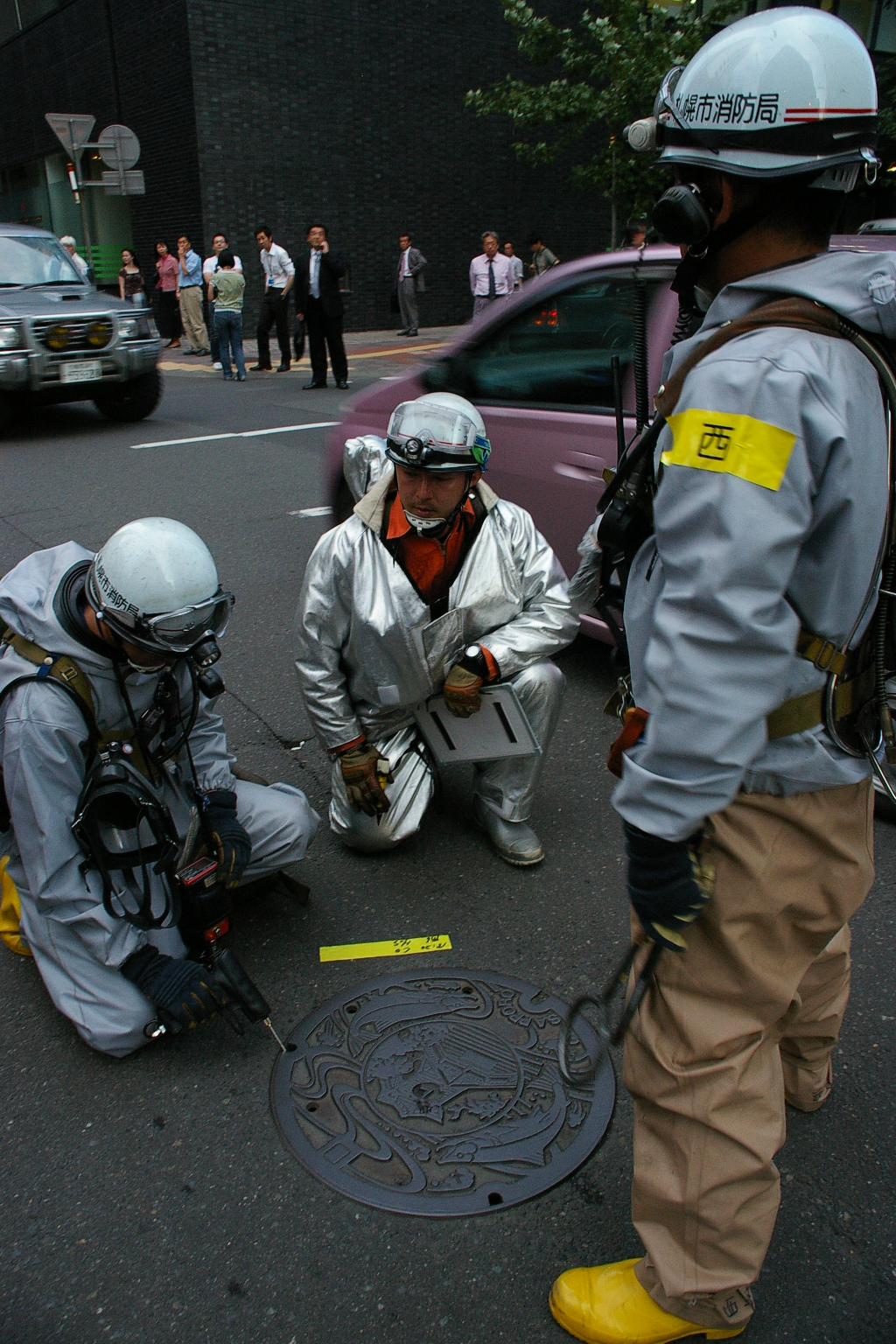
レベルB（札幌市消防局）
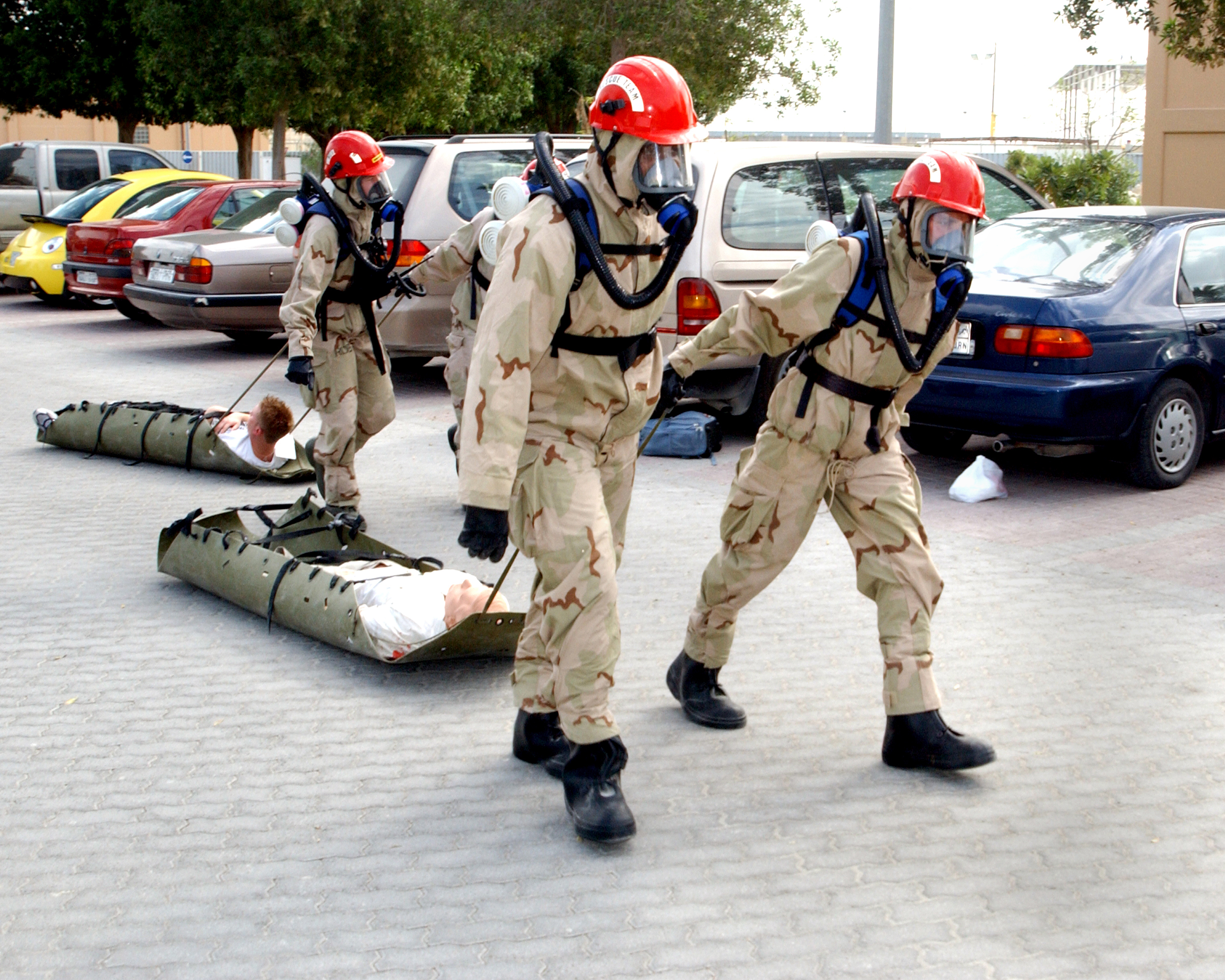
レベルB（アメリカ海軍）
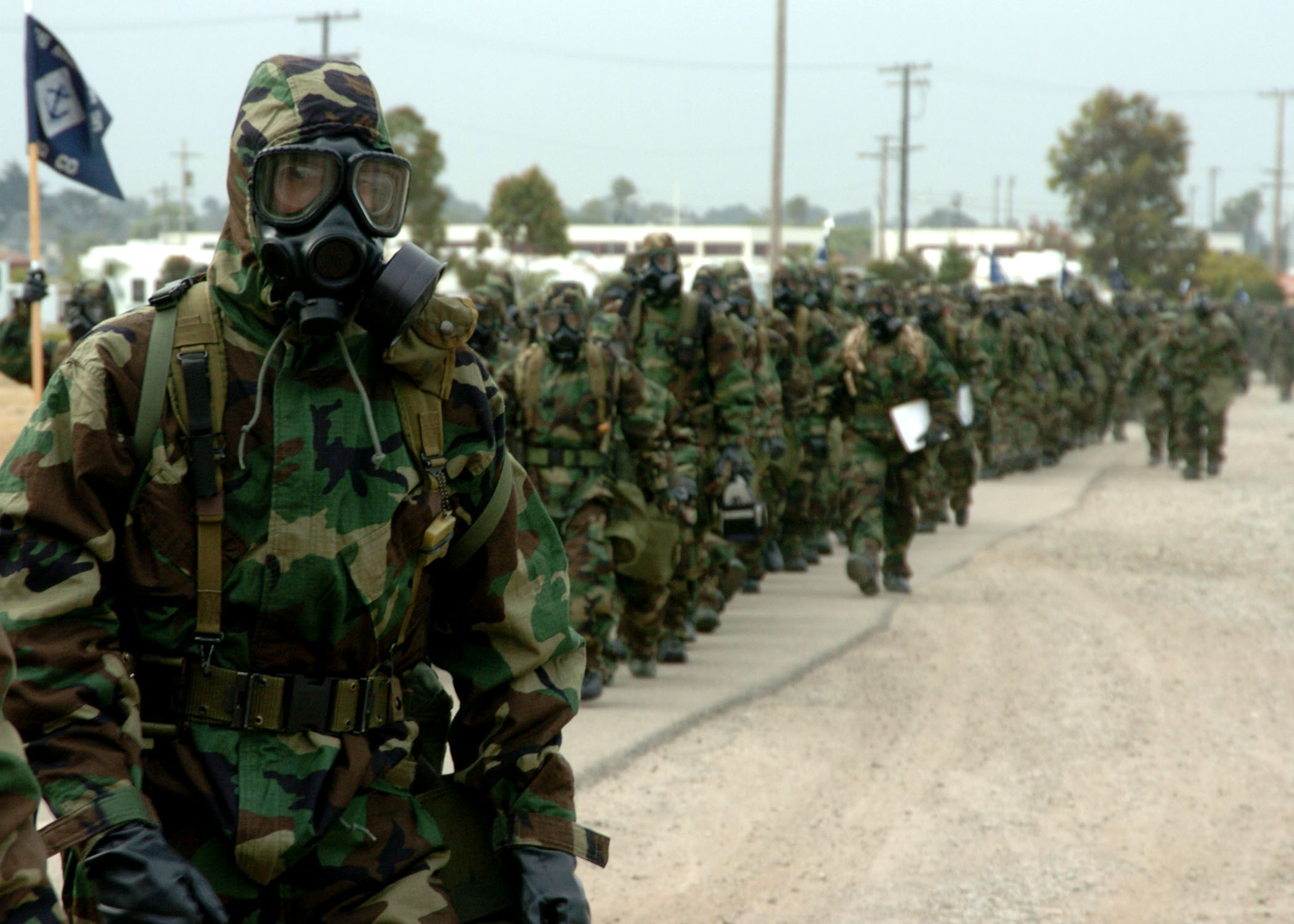
レベルC（アメリカ海軍）

## 防護レベル（欧州式）
欧州標準化委員会の規範により、タイプ1〜6がある。
タイプ1
液体と気体の化学物質から防護 (EN 943 part 1)。米国式レベルAとほぼ同等。
タイプ2
液体と気体の化学物質から防護し、非気密性 (同)。米国式レベルB（ガス状の化学物質が体の外部に有害でない場所で使用できる）とほぼ同等。
タイプ3
限られた時間、液体化学物質から保護、ジェット噴出する液体から防護（Liquid jet tight）（EN 14605）。
タイプ4
限られた時間、液体化学物質から保護、液体飽和から防護（Liquid saturation tight）（EN 14605）。米国式レベルCとほぼ同等。
タイプ5
限られた時間、空中の乾燥微粒子から保護 （EN ISO 13982-1）。
タイプ6
液体化学物質の軽いスプレー状または液体から保護（EN 13034）。米国式レベルDとほぼ同等。

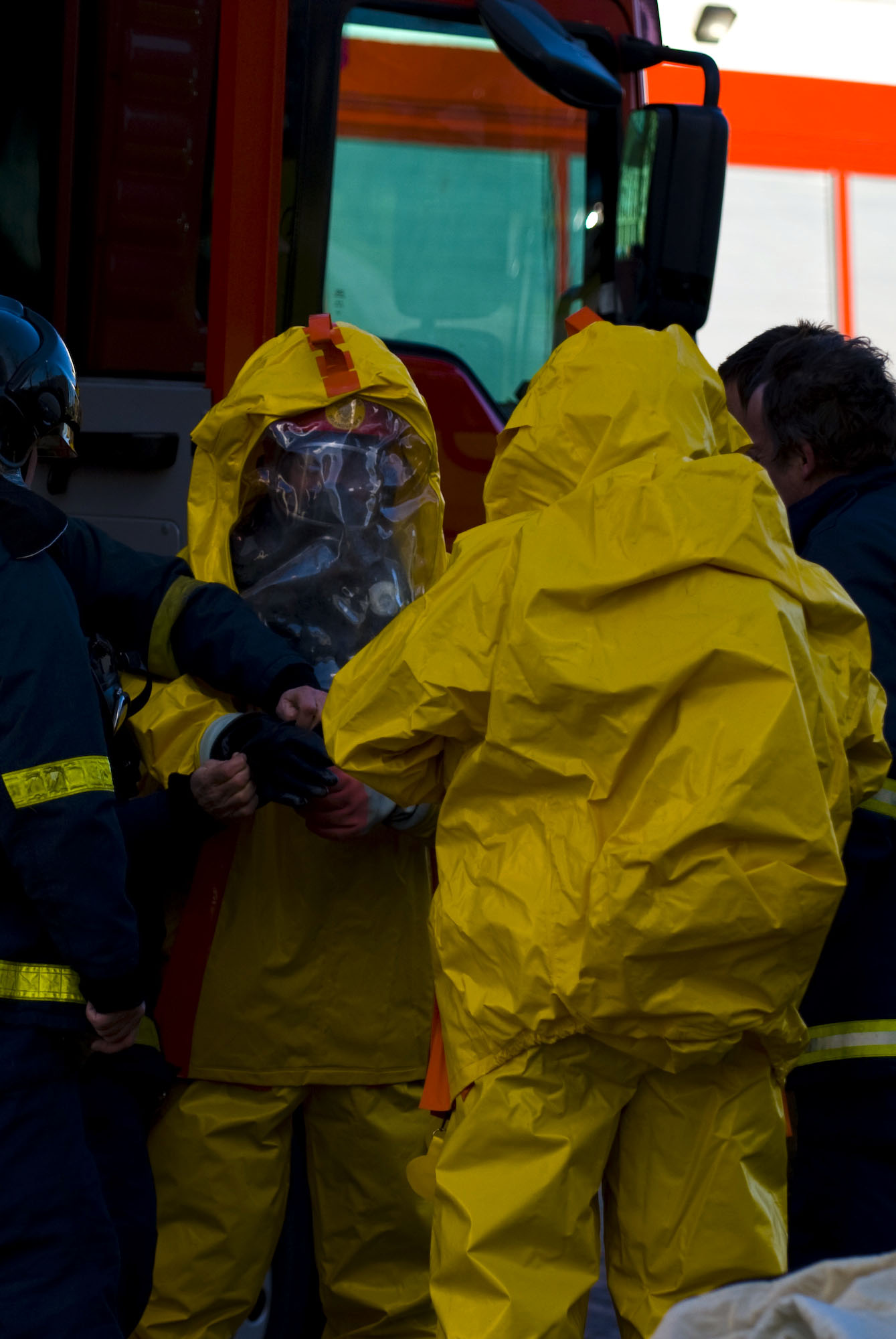
レベルA/タイプ1。防護衣の中にSCBAを装着。
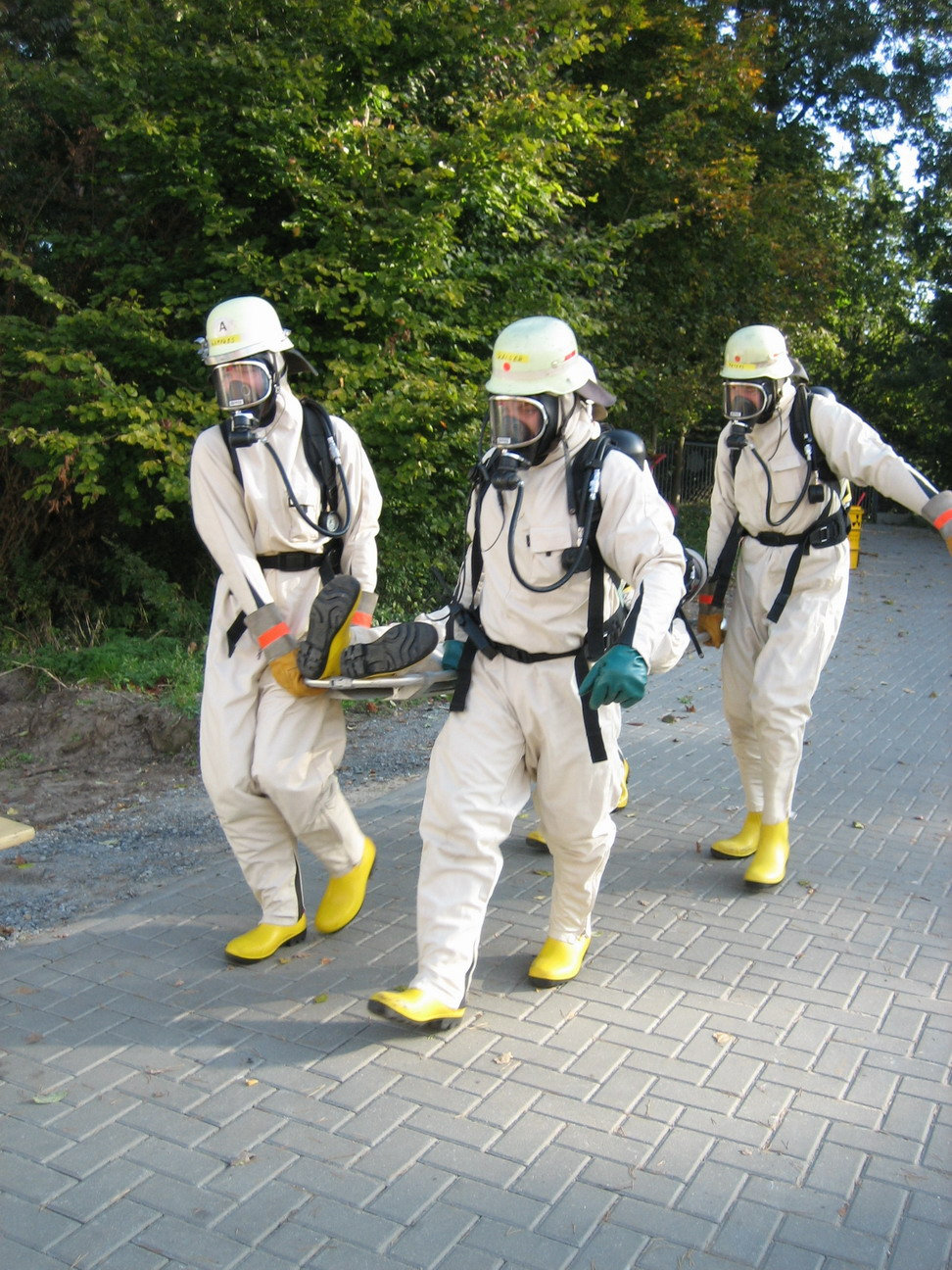
レベルB/タイプ2。 SCBAは外側にある。（ドイツ・ニーダーザクセン州消防学校）
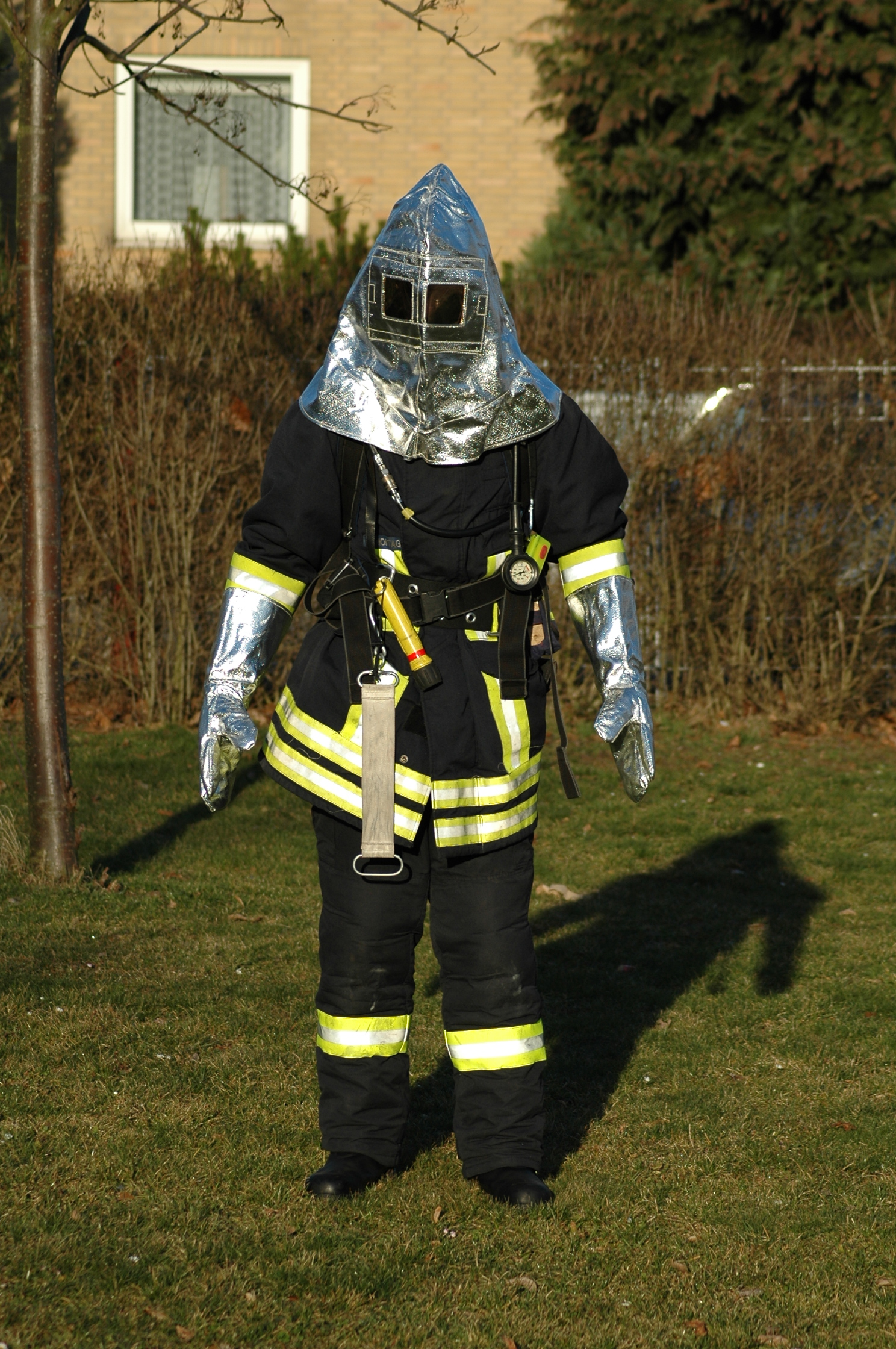
レベルC/タイプ4。（ドイツ、説明には第1種耐熱防護装とある）
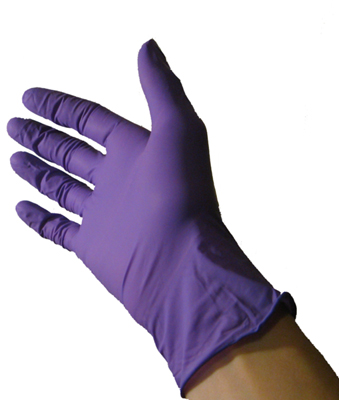
タイプ6のニトリルゴム製手袋